# Projeto Tamar
Projeto TAMAR är ett projekt för att rädda havssköldpaddorna i Brasilien. Förkortningen TAMAR kommer av portugisiska tartarugas marinhas som betyder havssköldpaddor. Projektet påbörjades 1980 och verksamhet bedrivs idag[när?] i nio delstater i Brasilien, med 22 stationer längs kusterna. Stationerna är lokaliserade till de platser där havssköldpaddorna är som mest vanliga. Nationella huvudstationen ligger på Praia do Forte i Bahia, norr om Salvador.